# Riccardo Muti
Riccardo Muti, Cavaliere di Gran Croce OMRI  (pronunție în italiană [rikˈkardo ˈmuːti]; n. 28 iulie 1941, Napoli, Italia) este un muzician și dirijor italian, actualmente directorul muzical al Chicago Symphony Orchestra.

## Copilărie, educație
Născut la Napoli, Muti și-a petrecut copilăria în Molfetta, în apropierea orașului Bari, în regiunea Apulia a zonei sudice a coastei Adriaticii. Tatăl său fusese doctor și un cântăreț amator, în timp ce mama sa fusese o cântăreață profesionistă. În autobiografia sa, publicată în 2010, muzicianul italian conclude că această combinație de părinți și copii fusese "tipică" pentru Napoli.
Muti a absolvit Liceo classico (liceul clasic) Vittorio Emanuele II din Napoli, pentru a studia ulterior pianul la Conservatorul din San Pietro a Majella cu Vincenzo Vitale; unde Muti a absolvit cu diploma cum laude. Ulterior, Muti a obținut o diplomă în compoziție muzicală și dirijat la Conservatorul Giuseppe Verdi din Milano, unde a studiat cu compozitorul Bruno Bettinelli și dirijorul Antonino Votto. Muti a studiat de asemenea compoziția cu Nino Rota, pe care îl considera mentorul său. La terminarea Concursului pentru dirijori Guido Cantelli din 1967, Riccardo Muti a fost desemnat în unanimitate, de juriul concursului, câștigător al competiției. Ca atare, în anul următor, Muti a fost numit director muzical și dirijor principal al en:Maggio Musicale Fiorentino, poziție pe care a deținut-o pentru următorii 11 ani.

## Carieră timpurie
Din 1971 Riccardo Muti a fost adesea dirijor la operele și concertele de la Festivalul de la Salzburg, unde este recunoscut în special pentru reprezentațiile sale cu opere de Mozart. Din 1972 Muti a condus Orchestra Philharmonia  din Londra, iar din 1974 a fost numit dirijor principal, în locul lui Otto Klemperer.
În 1987 Muti a devenit dirijor principal la Filarmonica Scala din Milano, cu care in 1988 a câștigat Viotti d'Oro și a plecat în turneu în Europa. 
În 1995 a fost președintele juriului la International Composing Competition “2 Agosto”

## Berlin și Viena
Muti a fost oaspete regulat la Filarmonica din Berlin și Filarmonica din Viena. În 1996 a plecat cu orchestra din Viena în turneu in Japonia, Coreea, Hong Kong si Germania. De asemenea Muti a dirijat Concertul de Anul Nou de la Viena în 1993, 1997, 2000, 2004, 2018 și 2021.

## Operă
În afara activității sale la Teatro alla Scala, unde a fost director muzical 19 ani, Muti a condus spectacolele de operă la Orchestra Philadelphia precum și producțiile operelor din Roma (din 1969), Ravenna, Vienna, Londra (din 1977), Munchen (din 1979) și New York (din 2010). Munca sa la Opera de Stat din Viena include Aida în 1973, La forza del destino în 1974, Norma în 1977, Rigoletto în 1983, Così fan tutte în 1996 și 2008, Don Giovanni în 1999 si Nunta lui Figaro în 2001.

## La Festivalul de la Salzburg
Muti a debutat ca dirijor la Festivalul de la Salzburg în 1971 cu Don Pasquale de Donizetti (în regia lui Ladislav Stros). În anii care au urmat Muti a fost o prezență constantă la festival, dirijând de exemplu Cosi fan tutte din 1982 până în 1985 (în regia lui Michael Hampe), La Clemenza di Tito în 1988 și 1989 (in regia lui Peter Brenner), Flautul fermecat în 2005 (in regia lui Graham Vick), Orfeu si Euridice în 2010 (in regia lui Dieter Dorn).

## Salzburg Whitsun Festival
Din 2007 pâna în 2011, Muti a fost dirijor principal la Festivalul Whitsun de la Salzburg, unde a dirijat producții ale unor opere italiene rare din secolul 18 și concerte împreună cu Orchestra de tineret Luigi Cherubini.

## Directorat artistic la Chicago
Muti a fost numit director al Orchestrei Simfonice din Chicago in 2010.

## Viață personală
Muti este căsătorit cu Maria Cristina Mazzavillani, fondator și director la Festivalului de la Ravenna  Au impreună doi fii și o fiică. În 2010 Muti a scris o autobiografie.

## Onoruri
- Membru de Onoare al Royal Academy of Music - 1981.[17]
- Medalia de Aur a Ordinului Italian de Merit pentru Cultura si Arta - 1997
- Honorary Knight Commander al Ordinului Imperiului Britanic - 2000.[18]
- Doctor honoris causa la Universitatea din Barcelona - 2003.
- Commandeur de la Légion d'honneur, titlu acordat de Prima Doamna a Frantei Carla Bruni-Sarkozy - 2010.[19]

## Premii
- 2011 Birgit Nilsson Prize[20]
- 2011 Prince of Asturias Award for the Arts.

## Galerie de imagini
| Predecesor: Claudio Abbado | Director muzical al Teatro alla Scala 1986–2005 | Succesor: Daniel Barenboim |